# Делаварские языки
Делава́рские языки́, иначе именуемые языками ленапе — языки североамериканского индейского народа делаваров. Относятся к восточной группе алгонкинских языков. К делаварским языкам относятся живой (но находящийся под угрозой исчезновения) язык манси и угасшие языки унами и уналачтиго. В США носители языков проживают в штатах Делавэр, Нью-Йорк, Пенсильвания и Нью-Джерси, в Канаде — в резервации Моравская 47, находящейся в провинции Онтарио.
Алфавит (32 буквы):
А À B Ch D E È Ë G H I Ì J K L Lh M N O Ò P S Sh T U Ù W Wh X Y Z Zh
Делаварские языки относятся к полисинтетическим. Фонетическая система языка характеризуется противопоставлением гласных по долготе и противопоставлением придыхательных и не придыхательных согласных. Морфологические категории имени: род, число, притяжательность и обвиатив (четвёртое лицо). Глаголы подразделяется на 4 класса: непереходные одушевлённые, непереходные неодушевлённые, переходные одушевлённые и переходные неодушевлённые.
Приветствие: Kwoapanacheen.

## Исследователи
- Дэвид Зейсбергер (1721—1808) — переводчик Библии, миссионер Моравской церкви.
- Ивес Годдард (род. 1941) — филолог-индианист из Национального музея естественной истории при Смитсоновском институте в Вашингтоне.